# Clarkia rhomboidea
Clarkia rhomboidea är en dunörtsväxtart som beskrevs av David Douglas. Clarkia rhomboidea ingår i släktet clarkior, och familjen dunörtsväxter. Inga underarter finns listade i Catalogue of Life.

## Bildgalleri

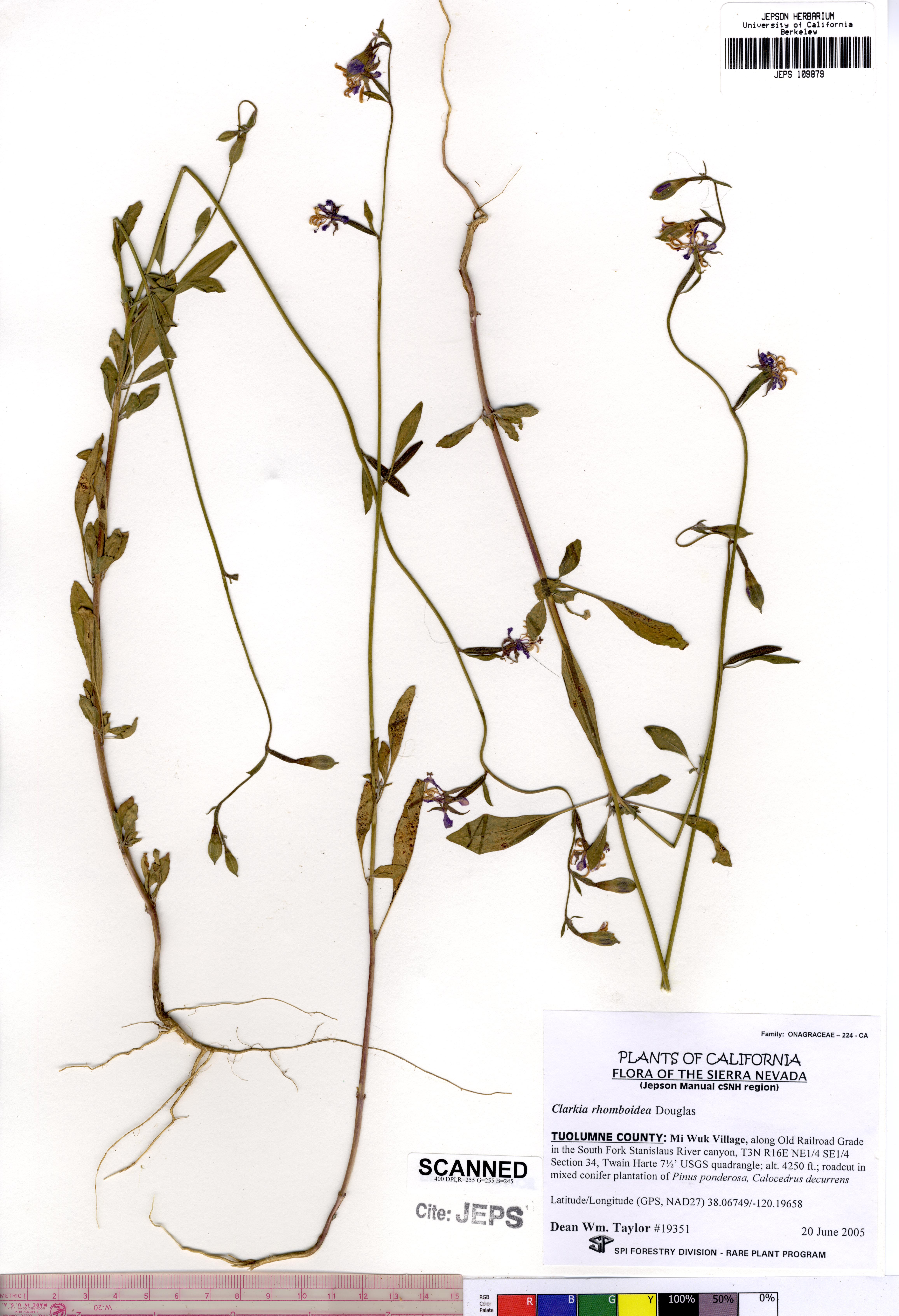
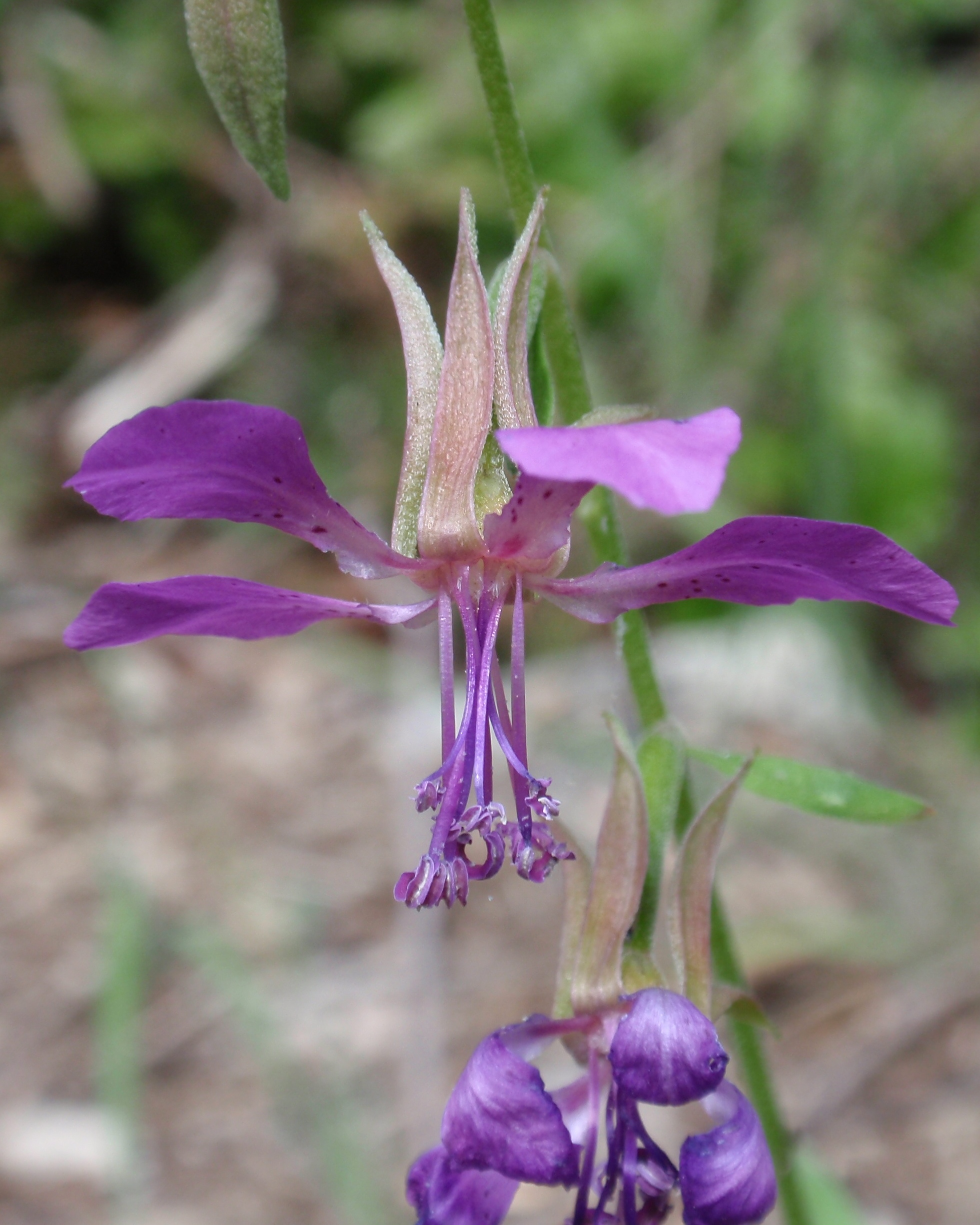